# Jocs Mediterranis de 2005
Els quinzens Jocs Mediterranis es van celebrar a Almeria (Espanya), del 24 de juny al 3 de juliol de 2005. La seu central de la competició fou la ciutat d'Almeria, però també es disputaren competicions a sis subseus: 
- Cuevas del Almanzora (piragüisme i rem)
- El Ejido (basquetbol i futbol)
- Gádor (tir olímpic)
- Huércal de Almería (lluita i tennis)
- Roquetas de Mar (handbol, tennis taula, esgrima i futbol)
- Vícar (handbol i futbol)

Participaren 21 estats mediterranis. Es disputaren un total de 258 competicions de 25 esports.

## Medaller
| Pos. | Estat                | Or  | Plata | Bronze | Total |
| ---- | -------------------- | --- | ----- | ------ | ----- |
| 1    | Itàlia               | 57  | 40    | 56     | 153   |
| 2    | França               | 56  | 51    | 46     | 153   |
| 3    | Espanya              | 45  | 59    | 48     | 152   |
| 4    | Turquia              | 20  | 24    | 29     | 73    |
| 5    | Egipte               | 15  | 10    | 18     | 43    |
| 6    | Grècia               | 13  | 15    | 31     | 59    |
| 7    | Tunísia              | 13  | 7     | 15     | 35    |
| 8    | Eslovènia            | 10  | 8     | 17     | 35    |
| 9    | Algèria              | 9   | 5     | 11     | 25    |
| 10   | Sèrbia i Montenegro  | 8   | 9     | 15     | 32    |
| 11   | Croàcia              | 5   | 10    | 11     | 26    |
| 12   | Marroc               | 3   | 6     | 3      | 12    |
| 13   | Síria                | 1   | 5     | 5      | 11    |
| 14   | Xipre                | 1   | 4     | 2      | 7     |
| 15   | Bòsnia i Hercegovina | 1   | 2     | 3      | 6     |
| 16   | Líbia                | 1   | 0     | 1      | 2     |
| 17   | Albània              | 0   | 2     | 4      | 6     |
| 18   | San Marino           | 0   | 1     | 0      | 1     |
| 19   | Malta                | 0   | 0     | 1      | 1     |
|      | Total                | 258 | 258   | 316    | 832   |